# Moeno Sakaguchi
Moeno Sakaguchi (阪口 萌乃, 4 de juny de 1992) és una futbolista japonesa.

## Selecció del Japó
Va debutar amb la selecció del Japó el 2018. Va disputar 10 partits amb la selecció del Japó.

## Estadístiques
| Selecció del Japó | Selecció del Japó | Selecció del Japó |
| Anys              | Partits           | Gols              |
| ----------------- | ----------------- | ----------------- |
| 2018              | 10                | 1                 |
| Total             | 10                | 1                 |